# Georgi Gluškov
Georgi Nikolov Gluškov (in bulgaro Георги Николов Глушков?; Trjavna, 10 gennaio 1960) è un ex cestista e dirigente sportivo bulgaro, professionista nella NBA e in Europa.

## Carriera
È stato selezionato dai Phoenix Suns al settimo giro del Draft NBA 1985 (148ª scelta assoluta).
Con la Bulgaria ha disputato quattro edizioni dei Campionati europei (1979, 1985, 1989, 1991).

## Palmarès
- Campionato bulgaro: 1

Cherno More Varna: 1984-1985
- Coppa Italia: 1

Juvecaserta: 1988